# 음력 9월 16일
음력 9월 16일은 음력 9월의 16번째 날이다.

## 사건
- 1597년 - 명량 해전에서 이순신이 13척의 배를 이끌고 333척의 일본 배를 물리치다.

## 문화
- 1993년 - 서울 지하철 3호선 양재역 ~ 수서역 구간이 연장 개통하였다.
- 2002년 - KBS 제2FM 상쾌한 아침 첫방송.
- 2005년 - 대구 도시철도 2호선이 개통되었다. (문양 ~ 사월)
- 2012년 - 대한민국 광주광역시 전지역 및 전라남도 일부지역에서의 지상파 아날로그 텔레비전 방송 종료.
- 2014년 - 국립한글박물관 개관.
- 2021년 - 전남 고흥군 나로우주센터에서 한국형 발사체 누리호가 시험 발사되었다.

## 사망
- 박술희 함규의 모함으로 살해
- 구루시마 미치후사 명량해전에서 전사(戦死)

## 같이 보기
- 음력 360일: 1월 2월 3월 4월 5월 6월 7월 8월 9월 10월 11월 12월
- 전날:9월 15일 다음날:9월 17일 - 전달:8월 16일 다음달:10월 16일
- 양력:9월 16일
- 음력, 윤달